# Episodi di 9-1-1 (terza stagione)
La terza stagione della serie televisiva 9-1-1, composta da 18 episodi, è stata trasmessa negli Stati Uniti per la prima volta dall'emittente Fox dal 23 settembre 2019 all'11 maggio 2020.
In Italia è andata in onda in prima visione assoluta su Fox Life, canale a pagamento della piattaforma satellitare Sky, dal 22 ottobre al 17 dicembre 2019, con i primi nove episodi. Dal decimo episodio, Spirito natalizio, è stata trasmessa su Fox dal 19 maggio al 30 giugno 2020. In chiaro è stata trasmessa in prima visione su Rai 2 dal 10 gennaio all'11 aprile 2021.
| nº | Titolo originale             | Titolo italiano     | Prima TV USA      | Prima TV Italia  |
| -- | ---------------------------- | ------------------- | ----------------- | ---------------- |
| 1  | Kids Today                   | Ragazzi di oggi     | 23 settembre 2019 | 22 ottobre 2019  |
| 2  | Sink or Swim                 | Annega o nuota      | 30 settembre 2019 | 29 ottobre 2019  |
| 3  | The Searchers                | Squadra di ricerca  | 7 ottobre 2019    | 5 novembre 2019  |
| 4  | Triggers                     | Inneschi            | 14 ottobre 2019   | 12 novembre 2019 |
| 5  | Rage                         | Rabbia              | 21 ottobre 2019   | 19 novembre 2019 |
| 6  | Monsters                     | Halloween           | 28 ottobre 2019   | 26 novembre 2019 |
| 7  | Athena Begins                | La storia di Athena | 4 novembre 2019   | 3 dicembre 2019  |
| 8  | Malfuction                   | Malfunzionamento    | 11 novembre 2019  | 10 dicembre 2019 |
| 9  | Fallout                      | Conseguenze         | 25 novembre 2019  | 17 dicembre 2019 |
| 10 | Christmas Spirit             | Spirito natalizio   | 2 dicembre 2019   | 19 maggio 2020   |
| 11 | Seize the Day                | Carpe diem          | 16 marzo 2020     | 19 maggio 2020   |
| 12 | Fools                        | Pazzi               | 23 marzo 2020     | 26 maggio 2020   |
| 13 | Pinned                       | Inchiodati          | 30 marzo 2020     | 2 giugno 2020    |
| 14 | The Taking of Dispatch 9-1-1 | Emergenza al 911    | 13 aprile 2020    | 9 giugno 2020    |
| 15 | Eddie Begins                 | La storia di Eddie  | 20 aprile 2020    | 16 giugno 2020   |
| 16 | The One That Got Away        | L'amore della vita  | 27 aprile 2020    | 23 giugno 2020   |
| 17 | Powerless                    | Senza alcun potere  | 4 maggio 2020     | 30 giugno 2020   |
| 18 | What's Next                  | Cosa succederà?     | 11 maggio 2020    | 30 giugno 2020   |

## Ragazzi di oggi
- Titolo originale: Kids Today
- Diretto da: Jennifer Lynch
- Scritto da: Kristen Reidel

### Trama
Buck, dopo la riabilitazione, riprende l'addestramento superandolo a pieni voti, quindi ritorna a pieno titolo nel corpo dei vigili del fuoco, tra l'altro lui e Ali ormai si sono lasciati. Hen e Karen sono pronte per avere un altro bambino, infatti Karen sta facendo la terapia ormonale per l'inseminazione. Bobby e Athena organizzano una festa a casa loro per Buck, dove lui però si mette a vomitare sangue venendo ricoverato in ospedale. Si è trattata di un'embolia polmonare, infatti l'addestramento troppo intenso a cui si è sottoposto ha generato dei coaguli che hanno colpito i polmoni e la gamba. Maddie riceve la chiamata di una donna di nome Jill che contatta il 911, la quale ha appena partorito, ma un'altra donna ha sequestrato la bambina appena nata chiudendo Jill dentro al bagagliaio dell'auto. Athena trova la sequestratrice e la arresta, salvando sia la bambina che la madre. Maddie e Chimney discutono della possibilità di avere dei bambini, in effetti Maddie sebbene all'inizio desiderasse diventare madre ha accantonato il desiderio di avere dei figli a causa di Doug, mentre Chimney a causa della morte prematura della madre e del suo rapporto pressoché inesistente con suo padre, non ha mai considerato seriamente di diventare un genitore. Bobby si vede costretto a informare Buck che il comandante dei vigili del fuoco ha intenzione di sospenderlo alla luce delle sue condizioni fisiche. Gli assegneranno mansioni d'ufficio, e questo fa cadere Buck nello sconforto. Mentre è a casa sua Buck riceve la visita di Eddie e Christopher, quindi Buck porta il piccolo al luna park al molo di Santa Monica, passando una giornata piacevole con Christopher, almeno fino a quando non notano la bassa marea, che precede l'arrivo di uno tsunami.
- Ascolti Italia (in chiaro): telespettatori 1.012.000 – share 3,70%[2]

## Annega o nuota
- Titolo originale: Sink or Swim
- Diretto da: Bradley Buecker
- Scritto da: Juan Carlos-Coto

### Trama
Lo tsunami investe Santa Monica, molte sono le vittime, mentre Buck a nuoto salva Christopher e tutte le persone bisognose d'aiuto che incontra portandoli in salvo sopra un'autopompa abbandonata. Mentre sono in auto, Athena e May restano bloccate in un ingorgo stradale, dovuto allo tsunami. Una donna rimane ferita a causa di un incidente stradale, ma May riesce a tenerla viva fino all'arrivo dei soccorso. Maddie e i suoi colleghi al centralino sono pieni di lavoro a causa delle chiamate d'emergenza, Maddie prova ad aiutare un ragazzo che è rimasto intrappolato nella soffitta di casa sua, ma questi muore affogando. I vigili del fuoco della caserma 118 raggiungono Santa Monica riuscendo a salvare più gente che possono, a causa del limitato spazio nelle cliniche ospedaliere non è però possibile offrire assistenza a tutte le persone messe in salvo quindi a Maddie e Chimney viene l'idea di usare un vecchio ospedale per veterani lì nelle vicinanze in una zona non allagata che ormai era abbandonato già da tempo. Proprio quando Buck e Christopher sembravano al sicuro, l'acqua ritorna all'oceano e la corrente trascina via il bambino.
- Ascolti Italia (in chiaro): telespettatori 1.088.000 – share 4,00%[2]

## Squadra di ricerca
- Titolo originale: The Searchers
- Diretto da: Chad Lowe
- Scritto da: David Fury

### Trama
Buck è disperato, non ha idea di dove possa essere Christopher dopo che la corrente lo ha trascinato via, quindi si incammina a cercarlo. Intanto Bobby e Eddie salvano alcune persone che erano rimaste bloccate nella ruota panoramica, con l'aiuto di Lena Bosko, vigile del fuoco della caserma 136. Una ragazza di nome Charlie usa il suo drone per cercare un suo amico disperso, mentre Maddie riceve una chiamata da una donna che vive nel Wisconsin preoccupata per sua figlia, che vive in un palazzo che si trova nella zona colpita dallo tsunami e non le risponde. In effetti dal palazzo dove vive la ragazza non sono state inviate telefonate di soccorso, quindi Charlie usa la videocamera montata sul drone e Maddie osserva il video dove si vedono i residenti del palazzo privi di sensi a causa di una fuoriuscita di monossido. Bobby, Chimney e Hen li portano in salvo, e dato che non ci sono ambulanze per portarli in ospedale, a Chimney viene l'idea di usare i furgoni postali. Athena trova il capitano della caserma 136 con un braccio bloccato sotto a un'auto, quindi per salvarlo si vede costretta ad amputarglielo, per poi portarlo in ospedale. Buck ormai pensa al peggio, ma proprio quando raggiunge l'ospedale trova Christopher in compagnia di una donna che lo aveva gentilmente aiutato. Dopo un po' di tempo le cose tornano alla normalità, anche se ci sono state tante vittime, e sebbene Buck avesse perso di vista Christopher, suo padre non lo ritiene responsabile di nulla. Al contrario, Eddie considera Buck la persona di cui si fida di più, facendogli capire che a dispetto degli errori commessi l'importante è non smettere di lottare per le cose che contano.
- Ascolti Italia (in chiaro): telespettatori 1.167.000 – share 4,10%[3]

## Inneschi
- Titolo originale: Triggers
- Diretto da: Joaquín Sedillo
- Scritto da: David Fury, Christopher Monfette e Tonya Kong

### Trama
Finché Buck non verrà reintegrato, accetta un lavoro come ispettore, scoprendo con delusione che Bosko ha preso temporaneamente il suo posto nella caserma 118. Durante un'esercitazione antincendio un uomo viene colpito da un attacco epilettico mentre scendeva le scale, cadendo e ferendo altre persone, quindi l'avvocato Chase Mackey ne approfitta per portare avanti contro il comune una class action. Christopher ha degli incubi, tutto è iniziato dopo lo tsunami, Eddie lo porta da un analista il quale gli mostra alcuni disegni fatti dal bambino, in uno c'è una donna che annega, e Eddie non ne capisce il senso. Si viene a creare un po' di tensione tra Chimney e Maddie mentre i due pranzano insieme, infatti Maddie senza volerlo rompe un piatto e, visibilmente scossa e agitata, lascia Chimney tutto solo. Chimney ha capito che Maddie ha avuto paura che lui si arrabbiasse dato che Doug la picchiava quando lei commetteva degli sbagli. Mackey convoca Buck nel suo studio per studiare il suo rapporto durante l'esercitazione, tra l'altro gli confessa che ha studiato anche il suo caso, e ha scoperto che Buck vorrebbe rientrare in servizio ma che, nonostante abbia seguito una terapia, il permesso non gli è stato accordato, infatti Mackey gli propone di farsi assumere come suo cliente, con la promessa che potrebbe aiutarlo a riavere il suo lavoro. Buck si rifiuta, visto che significherebbe fare causa al corpo dei vigili del fuoco, ma quando Athena e Bobby lo invitano a cena, Buck scopre che è proprio Bobby che per tutto questo tempo ha fatto pressione affinché la domanda di reintegro di Buck venisse sempre respinta. Bobby ha paura che il suo amico non si sia ripreso del tutto e non vuole metterlo in pericolo. Maddie riceve una chiamata di aiuto da una donna di nome Tara, la quale poi riattacca quando viene colta sul fatto dal marito Vincent. Maddie non ci mette molto a capire che Tara è una moglie maltrattata e che Vincent è un marito violento, lei stava tentando inutilmente di denunciarlo. Maddie chiede aiuto ad Athena la quale scopre che Vincent ha qualche precedente penale, ma niente di serio. Maddie risale all'indirizzo di Tara e Vincent, e proprio quando era sul punto di ucciderlo, investendolo con l'auto, ritorna sui suoi passi, evitando di fare una stupidaggine. Eddie scopre che la donna che Christopher disegnava era semplicemente Shannon. Maddie non si arrende, quindi decide di aiutare Tara entrando nella sua vita, per cominciare si iscrive nella palestra dove Tara lavora, diventando sua amica. Buck torna da Mackey informandolo di aver cambiato idea: accetta di fare causa al corpo dei vigili del fuoco, pur di riavere il suo lavoro. Mackey lo mette in guardia, per cominciare non dovrà avere contatti con i suoi ex colleghi, inoltre c'è il rischio che possano perdere, e se ciò dovesse succedere Buck probabilmente si farà una brutta reputazione e non sarà mai più ammesso in nessuna caserma dei vigili del fuoco. Comunque nonostante il rischio Buck è pronto ad andare fino in fondo pur di riavere il suo lavoro, quindi in piena notte si presenta a casa di Bobby e Athena consegnando al suo ex capitano l'ingiunzione, mettendolo al corrente della sua intenzione di voler fare causa al corpo dei vigili del fuoco.
- Ascolti Italia (in chiaro): telespettatori 1.272.000 – share 4,70%[3]

## Rabbia
- Titolo originale: Rage
- Diretto da: Jann Turner
- Scritto da: Lyndsey Beaulieu

### Trama
Bobby, Chimney, Eddie e Hen vengono chiamati a deporre all'arbitrato che ha per oggetto la causa che Buck ha deciso di intentare contro il corpo dei vigili del fuoco. Mackey avanza l'accusa di licenziamento per cause ingiuste, sottolineando che Chimney ha rischiato di morire per ben due volte, durante l'incidente stradale e per via del tentativo di Doug di ucciderlo, invece Bobby ha precedenti per abuso di alcolici e pillole oltre al fatto che più di un anno prima ebbe una ricaduta, mentre Eddie da poco ha affrontato il lutto per la morte della moglie, e tutti e tre, nonostante i traumi fisici e emotivi, sono tornati in servizio in poco tempo, affermando che invece, nel caso di Buck, è stato applicato un metro di misura diverso e indebito. Hen sostiene che la terapia anticoagulante a cui Buck si sta sottoponendo renderebbe per lui il lavoro in servizio pericoloso, ma Mackey cerca di screditarla ricordandole che gli anticoagulanti che Buck sta prendendo erano gli stessi che in passato Hen promuoveva quando lavorava come rappresentante farmaceutica. Mentre Michael è in auto con May e Harry viene fermato da due poliziotti, Martin e Reynolds: quest'ultimo si accanisce contro Michael per motivi ingiustificati, ma la cosa rischia di degenerare quando Martin punta la pistola contro Harry. I due agenti di polizia li lasciano andare dopo aver appreso che Michael è l'ex marito di un sergente di polizia, ciò nonostante Michael si sente indignato; Athena cerca di farlo calmare, ma sia lui che i suoi figli non accettano ciò che è successo perché Reynolds è stato ingiusto con loro per via del colore della loro pelle. Eddie prende a pugni un uomo che lo aveva provocato, venendo arrestato, Bosko lo tira fuori di prigione pagandogli la cauzione, inoltre non ci sarà nessuna denuncia dato che l'uomo che lui ha picchiato ha già dei precedenti per rissa, comunque Lena lo porta in un club di lotte clandestine, e Eddie decide di parteciparvi sentendo di aver accumulato troppa rabbia repressa. Reynolds verrà sospeso per un po' di tempo senza stipendio, ma non andrà incontro a vere conseguenze per ciò che ha fatto, anche se ha già dei precedenti per abuso di potere, ma le denunce sono state sporte sempre da persone che appartengono a minoranze etniche, e dunque non sono mai state prese molto sul serio. Mackey informa Buck che il comune gli ha accordato un risarcimento di un milione di dollari, ma Buck è indifferente alla cosa, lui voleva solo tornare in servizio. Mackey afferma che purtroppo questa era l'unica vittoria che potevano ottenere. Michael, discutendo con Bobby, ammette di sentirsi umiliato, è un uomo benestante, è un architetto ed è stato sposato con un sergente della polizia, ciò nonostante le persone lo giudicano ancora per via del fatto che è un uomo di colore, comunque è contento che Bobby voglia bene a May e Harry come se fossero i suoi figli, perché se dovesse accadergli qualcosa può contare sul fatto che Bobby avrà cura di loro. Reynolds esce da un bar e si mette al volante, venendo fermato da Athena, la quale lo umilia facendogli fare l'alcol test, e Reynolds si vede costretto a farle le sue scuse. Karen scopre che non può rimanere incita perché gli embrioni che dovevano usare per il processo avevano delle anomalie cromosomiche, e questo rappresenta un duro colpo per lei e Hen, dato che hanno fallito sia con la fecondazione in vitro che con l'inseminazione intrauterina. Michael è costretto a spiegare a Harry che non tutti i poliziotti agiscono con imparzialità davanti a una persona di colore, e che il pregiudizio genera paura, e purtroppo a volte la cosa migliore che un uomo di colore può fare nei riguardi di un poliziotto è quella di essere servile senza farlo innervosire. Martin, mortificato per quanto avvenuto e per il comportamento di Reynolds, si scusa con Athena la quale gli ricorda che il dovere di un poliziotto è proteggere la comunità, non se stesso. Bobby dà a Buck una bella notizia: i suoi superiori per evitare una cattiva pubblicità, hanno accettato il suo reintegro, dando a Bobby la possibilità di trasferire Buck in un'altra caserma, ma Bobby preferisce che continui a lavorare nella caserma 118, così almeno potrà tenerlo d'occhio personalmente.
- Ascolti Italia (in chiaro): telespettatori 1.147.000 – share 4,10%[4]

## Halloween
- Titolo originale: Monsters
- Diretto da: Tina Mabry
- Scritto da: Christopher Monfette

### Trama
È Halloween, e Buck dovrà occuparsi dei bambini che verranno a visitare la caserma 118 distribuendo i dolci. Infatti è tornato a lavorare in caserma, avendo firmato le liberatorie e le assunzioni di rischio che esentano il comune da ogni responsabilità in caso di danni. Maddie e Tara ormai sono diventate amiche, e Maddie è costretta a constatare quanto sia difficile la vita per lei: anche se Tara non vuole ammetterlo, Vincent è un marito violento e prepotente, le dà sempre il tormento e a stento le permette di avere degli amici. Maddie cerca di aiutarla a trovare il coraggio di lasciare suo marito spiegandole che anche lei ha affrontato una situazione simile, Doug le rendeva la vita impossibile perché voleva trasformarla nella donna perfetta, ma poi Maddie capì che meritava di meglio. Mentre i bambini bussano alle porte per fare "dolcetto o scherzetto", una bambina bussa alla porta di un uomo e perde i sensi venendo ricoverata in ospedale: è malnutrita. Athena risale alla casa della bambina, e scopre che pure i suoi fratelli sono nelle stesse condizioni, sono prigionieri, la piccola era scappata, infine i genitori vengono arrestati. Maddie va al cinema con Chimney, e i due incontrano per caso Tara e Vincent, a quel punto Chimney, quando scopre che Tara non è a conoscenza del fatto che Maddie lavora al 911 come centralinista, comprende che Maddie si è messa nei guai. Maddie gli spiega la situazione, e Chimney la rimprovera severamente, perché in definitiva, anche se le sue intenzioni sono buone, la sta ingannando, esattamente come fece Doug con Chimney quando si avvicinò a lui. Bobby si ostina a trattare Buck con ostilità e indifferenza, lo reputa uno sconsiderato, che non riflette sulle conseguenze delle sue scelte, anche se Hen gli fa notare che a dispetto del denaro che il comune gli aveva offerto, Buck ha comunque scelto di tornare al lavoro. Tara va a trovare Maddie mentre lei è intenta a lavorare, ha infatti scoperto che lei è una centralinista del 911, si era insospettita quando aveva conosciuto Chimney. Tara si sente presa in giro e offesa, Maddie cerca di farle capire che pure lei aveva un marito violento e stava solo cercando di aiutarla, ma Tara non sente ragioni e tra l'altro Sue, il superiore di Maddie, alla luce del fatto che Maddie ha violato il protocollo entrando in contatto con una persona che si era rivolta al centralino, è costretta a sospenderla; tornerà al lavoro solo dopo aver superato una visita psichiatrica. Maddie va a trovare Chimney ammettendo che lui aveva ragione, lei ha ucciso Doug e voleva impedire a Tara di fare la stessa fine, ormai Maddie è convinta di stare impazzendo, ma Chimney le spiega che lei non sta male, in realtà sta solo guarendo. Una donna, mentre era alla guida dell'auto, dopo un incidente riporta un trauma cranico, non avendo coscienza di ciò che gli succede, tanto da non rendersi conto di aver investito un uomo il quale ha sfondato il parabrezza dell'auto rimanendo incastrato nel vetro. Nessuno fa peso alla cosa ritenendola una semplice trovata di Halloween, solo Buck, che aveva casualmente incrociato la donna alla stazione di servizio di ritorno a casa, si accorge della situazione, e salva l'uomo, ferendosi però al braccio, perdendo molto sangue a causa degli anticoagulanti. Buck viene ricoverato in ospedale, per fortuna non è in gravi condizioni, Bobby va a trovarlo e i due si riconciliano, perché ora Bobby ha capito che per Buck essere un vigile del fuoco è semplicemente parte della sua identità.
- Ascolti Italia (in chiaro): telespettatori 1.149.000 – share 4,30%[4]

## La storia di Athena
- Titolo originale: Athena Begins
- Diretto da: Tasha Smith
- Scritto da: Kristen Reidel

### Trama
Mentre Athena è a cena con la sua famiglia, riceve la visita del suo capo, Elaine, la quale la mette al corrente del fatto che è stata ritrovata la pistola che uccise il suo ex fidanzato, Emmett. La pistola è stata trovata mentre era in possesso di un ragazzo di 19 anni, Emmett è morto il 17 febbraio del 1991, quindi il ragazzo è troppo giovane, non può essere lui il suo assassino. Con dei flashback si ripercorrono le tappe che portarono Athena alla sua carriera da poliziotto: quando frequentava la facoltà di legge all'università, conobbe Emmett, un giovane poliziotto. I due si innamorarono, Emmett la convinse a unirsi al corpo di polizia, e in breve tempo Athena riuscì a mettersi in mostra con le sue abilità. Emmett le chiese di sposarlo, ma una sera, mentre era a fare la spesa, un delinquente gli sparò, uccidendolo. L'assassino non è mai stato trovato e l'arma del delitto riappare solo ora, dopo tanti anni. Athena chiede un periodo di congedo: intende indagare sulla pistola in veste ufficiosa. Bobby chiede a Beatrice di dare un po' di sostegno a sua figlia, e in effetti parlare con sua madre le fa bene, Athena ammette che il ricordo di Emmett l'ha perseguitata per anni, potrà voltare pagina solo quando avrà fatto giustizia sulla sua morte. Athena trova il coraggio di parlare con la sua famiglia, se lo avesse sposato avrebbe avuto una famiglia con lui, ciò nonostante lei ama Bobby, e ha amato pure Michael, così come ama anche i loro figli, e non rimpiange la vita che conduce adesso. Athena scopre che la pistola nel corso degli anni, è passata da un proprietario all'altro, l'ultima persona a cui risale la trovò nascosta in un motel. Con l'aiuto di Maddie, tramite gli archivi del call center, scopre che la sera della morte di Emmett ci furono delle telefonate di segnalazione in quel motel, e tramite esse Athena risale all'assassino. Athena va a casa sua, il suo nome è Dennis Jenkins, un filantropo che aiuta ragazzi a rischio. Jenkins ammette che a quel tempo era un tossico, voleva rapinare il supermercato e quando Emmett tentò di fermarlo, lui gli sparò. Jenkins provò un enorme rimorso per quello che fece, decise dunque di dare un senso alla sua vita e di aiutare gli altri, ma Athena è indifferente a tutto ciò, in quanto lui si è costruito un futuro migliore sulla morte di una brava persona. Athena arresta Jenkins, per poi fare visita alla madre di Emmett per informarla che il suo assassino è stato messo agli arresti. Athena per anni ha soffocato il dolore per morte di Emmett, ma quando torna a casa Bobby la abbraccia e lei si mette a piangere.
- Ascolti Italia (in chiaro): telespettatori 1.272.000 – share 4,60%[5]

## Malfunzionamento
- Titolo originale: Malfuction
- Diretto da: Joaquín Sedillo
- Scritto da: Tonya Kong

### Trama
Karen è depressa avendo perso la possibilità di rimanere incinta, Hen cerca di esserle di sostegno, ma è evidente che pure lei fatica a mantenere il controllo. Eddie, da quando ha iniziato a prendere parte agli incontri clandestini, viene invitato a esibirsi in un club di lotta, arrivando a guadagnare anche molti soldi con le sue vittorie. Durante uno dei suoi incontri, Eddie arriva a rompere il naso al suo avversario, un pezzo dell'osso raggiunge la cavità cranica finendo in gola, con la conseguente perdita del liquido spinale. Nonostante il parere contrario dell'organizzatore del match, Eddie chiama i soccorsi, a giungere sul posto arrivano i pompieri della caserma di Bosko. Eddie si nasconde per evitare problemi, ma dato che prima dell'arrivo dei vigili del fuoco aveva prestato aiuto al suo avversario estraendo il pezzo d'osso dalla bocca dell'uomo, Bosko e il suo capitano hanno capito che ad aiutarlo è stato qualcuno con esperienza. Lena capisce che è stato Eddie, lui lo ha ridotto così sebbene lo abbia anche aiutato. Lena è delusa, dato che non lo aveva fatto prendere parte a quegli incontro con l'intento di farlo diventare un uomo violento. Eddie, alla caserma 118, vede Lena, e Bobby pretende di parlare con lui. Eddie ha capito che il suo capitano è a conoscenza della sua partecipazione agli incontri di lotta e, convinto che sia stata Lena a metterlo a parte degli incontri clandestini, litiga con lei, accusandola di averlo tradito. Bobby gli spiega che è stato Cooper, il capitano di Bosko, che lo aveva riconosciuto al club di lotta. Lena è venuta lì solo per aiutare Eddie e spiegare a Bobby la faccenda in maniera più approfondita. Eddie ammette di aver accumulato rabbia, per la prima volta esterna il suo dolore, è arrabbiato con Shannon la quale è morta poco dopo aver deciso di porre fine al loro matrimonio, lei voleva il divorzio nonostante Eddie l'avesse perdonata per aver abbandonato lui e Christopher, per Eddie è difficile dover accettare che Shannon non era soddisfatta di lui. Chimney e Hen riescono a salvare un magazziniere che era stato schiacciato da uno scaffale, poi lo portano in ospedale ma Hen, alla guida dell'ambulanza, travolge in pieno un'auto uccidendo la ragazza che era al volante. Athena abbraccia Hen la quale scoppia a piangere dalla disperazione.
- Ascolti Italia (in chiaro): telespettatori 1.160.000 – share 4,50%[5]

## Conseguenze
- Titolo originale: Fallout
- Diretto da: Marcus Stokes
- Scritto da: Juan Carlos-Coto

### Trama
Una ragazza, mentre è tutta sola in casa distesa sul letto, viene colpita da un piccolo meteorite, che le perfora il suo basso addome lesionandole un rene. Fortunatamente Chimney, Bobby, Eddie e Buck riescono a salvarla, anche perché il calore del meteorite aveva già cauterizzato la ferita da perforazione. Hen è sospesa dal servizio dopo l'incidente, inoltre lei, Maddie e Eddie vanno in seduta di analisi. Eddie spiega al suo analista che non vuole dare il pessimo esempio a Christopher ignorando i problemi invece che affrontarli. Bobby informa Hen che è stato fatto un controllo nel sistema operativo dei semafori, la ragione per cui Hen ha travolto l'auto di quella ragazza è perché sono passate entrambe con il verde all'incrocio stradale per colpa di un malfunzionamento della scheda del semaforo, non è stata colpa sua. Questo però non cambia le cose, Hen continua a sentirsi in colpa per aver ucciso quella ragazza. Hen e Karen decidono di andare in un centro benessere, e lì Hen ha modo di rivedere la sua life coach, alla quale salvò la vita prendendo la scelta di diventare un vigile del fuoco, e questo incontro le permette almeno in parte di ritrovare la sua serenità. Athena rimane delusa quando legge il saggio di ammissione all'università di May, dove dipinge sua madre come un poliziotto forte e meritevole di ammirazione, ma che combatte una battaglia persa contro un sistema corrotto. Maddie riceve una telefonata da Tara, la quale le chiede di raggiungerla a casa, appena arrivata Maddie scopre che Tara ha sparato a Vincent. Maddie riesce a salvarlo con una toracotomia, infatti non vuole che Tara si rovini la vita avendo sulla coscienza la morte di suo marito, come fece lei. Maddie si è infatti pentita di aver ucciso Doug, perché c'è stato un periodo in cui lo amava veramente, e non sarebbe mai voluta arrivare al punto di togliergli la vita, tanto che non è più nemmeno convinta di averlo ucciso per autodifesa. Un camion da trasporti fa un incidente in una galleria, il camionista, Ernest, rischia di morire. Il camion rischia di andare a fuoco, e purtroppo trasportava rifiuti radioattivi, Ernest lo aveva scoperto quando ormai era troppo tardi, il camion non era autorizzato a fare quel percorso, è stata un'idea della compagnia per tagliare i costi. Bobby salva Ernest e il fuoco viene spento, ma c'è il rischio che Bobby e Ernest possano essersi ammalati di avvelenamento da radiazioni dato che avevano inalato del fumo, e per Ernest il rischio è maggiore dato che non aveva una tuta a proteggerlo, inoltre Ernest è intenzionato a denunciare la compagnia per cui lavora, anche se probabilmente perderà il suo posto di lavoro. Vincent viene ricoverato in ospedale e non denuncerà sua moglie, promettendole che diventerà un uomo migliore, purtroppo Tara ingenuamente decide di credergli e dare al suo matrimonio un'altra possibilità, ormai Maddie ha capito che Tara non può essere salvata. Bobby viene sottoposto ad alcune analisi in ospedale, per ora non è stato riscontrato nulla di preoccupante, ma serviranno ulteriori controlli. Athena, parlando con sua figlia, le spiega che non è arrabbiata con lei, perché nonostante lei e May abbiano opinioni diverse, è orgogliosa che sua figlia esprima e combatta per ciò in cui crede avendo il coraggio di dire ciò che pensa. Hen può finalmente tornare in servizio, venendo abbracciata dai suoi colleghi.
- Ascolti Italia (in chiaro): telespettatori 1.134.000 – share 4,30%[6]

## Spirito natalizio
- Titolo originale: Christmas Spirit
- Diretto da: Alonso Alvarez-Barreda
- Scritto da: Andrew Meyers

### Trama
Bobby festeggerà il suo primo Natale con Athena, May e Harry anche se c'è un po' di agitazione visto che Bobby non è fuori pericolo: esiste ancora una concreta possibilità che abbia contratto un tumore a causa dell'esposizione alle radiazioni. Michael si comporta in maniera strana, infatti è malinconico, distratto e agitato, e mentre era solo al centro commerciale si è sentito debole finendo col sfondare una vetrata. I beni di Doug sono stati liquidati e sebbene sia stata sua moglie a ucciderlo, a Maddie è stata riconosciuta la legittima difesa quindi per legge metà della somma le spetta di diritto come vedova. Chimney tenta di convincerla ad accettare quei soldi, ma lei ritiene di non meritarli. L'analista di Maddie ha capito che lei è troppo condizionata dal ricordo di Doug, lo conobbe quando aveva ancora 19 anni, ha rappresentato una parte importante della sua vita, Maddie non riesce a superare la sua morte perché non ha il coraggio di essere indipendente. Maddie va a Big Bear dove lei fu costretta a uccidere Doug, ammettendo che avrebbe preferito morire insieme a lui, riconoscendo i suoi errori, avendo amato Doug più di quanto lui meritava, avendo aspettato troppo prima di decidere di porre fine al loro matrimonio, infine lo perdona per tutto il male che le ha inflitto, ma adesso intende vivere una vita felice senza di lui, mettendo da parte tutti i sensi di colpa. Leo, un bambino che vive da solo con sua madre, chiama il 911, la sua mamma ha avuto un arresto cardiaco, e mentre è in linea con Maddie quest'ultima lo istruisce affinché esegua un massaggio cardiaco, poi arrivano Eddie, Hen e Chimney che la salvano con la defibrillazione. Bobby dà a sua moglie una buona notizia: dalle ultime analisi è emerso che non ha nessun tumore. Alla caserma 118 viene festeggiato il Natale con amici e parenti, Maddie viene accompagnata dalla madre di Leo che abbraccia Chimney per averla salvata. Maddie finalmente ha ritrovato il suo buon umore, mentre Hen e Karen decidono di adottare un bambino. Bobby si avvicina a Michael notando il suo atteggiamento cupo; Michael gli confessa di avere un tumore.
- Ascolti Italia (in chiaro): telespettatori 1.181.000 – share 4,30%[7]

## Carpe diem
- Titolo originale: Seize the Day
- Diretto da: Sarah Boyd
- Scritto da: Lyndsey Beaulieu

### Trama
È il giorno del compleanno di Chimney, e proprio quando quest'ultimo era in casa sua cercando di godersi una piacevole cena romantica con Maddie, riceve l'inaspettata visita di Albert, suo fratello minore. Dopo la morte della madre di Chimney suo padre si è risposato, Albert è nato in seconde nozze, lui e Chimney sono fratellastri. Albert si è laureato in anticipo, ma stufo dell'atteggiamento dispotico di suo padre, ha lasciato la Corea del Sud per stare un po' con suo fratello, questa è la prima volta che i due si vedono, dato che da quando Albert è nato Chimney non ha mai avuto contatti con la sua famiglia. Michael ha deciso di sottoporsi a una rischiosa operazione al cervello, dato che la radioterapia non è riuscita a ridurre il tumore. Albert si guadagna velocemente la simpatia di Maddie e dei colleghi di lavoro di Chimney, il padre però lo rivuole con lui a casa sua non avendo mai fatto segreto che Chimney per lui è una delusione, fa un lavoro pericoloso e non vuole che pure Albert diventi come lui. Albert ha sempre ammirato suo fratello maggiore che ha avuto il coraggio di emanciparsi mettendo le distanze dal padre fin troppo oppressivo, ma Chimney sfoga tutta la sua rabbia repressa e gli rinfaccia il suo disprezzo: Chimney non si è allontanato da suo padre perché cercava la sua indipendenza, ma è stato suo padre ad allontanarlo e Chimney ha sempre odiato il fatto che suo padre lo trattasse con tanta indifferenza, mentre al contrario adora Albert ma quest'ultimo è fuggito di casa, Chimney accusa suo fratello di essere un ingrato nei confronti del padre, e che il suo defunto amico Kevin è l'unico fratello che abbia mai riconosciuto come tale. Albert si sente ferito da quelle parole così decide di andarsene e Buck gli dà ospitalità a casa sua. May scopre che suo padre sta cambiando i termini del testamento, lui è sempre più spaventato temendo che l'operazione potrebbe essergli fatale, ma May cerca di fargli comprendere che non deve rinunciare al suo ottimismo. Chimney confessa a Maddie che ha sempre provato invidia per Albert, infatti il padre non ha mai mostrato interesse per Chimney il quale per molto tempo aveva maturato l'idea che lui non era interessato a essere un genitore, ma la verità è che semplicemente non voleva avere Chimney come suo figlio, dato che al contrario ha sempre riservato tutte le sue attenzioni per il suo secondogenito. Maddie, quando è scappata da Doug, ha cercato rifugio da suo fratello, facendo notare a Chimney che in fondo anche Albert ha fatto la stessa cosa, lei e Buck hanno avuto dei cattivi genitori, e il fatto che Albert è scappato da suo padre è la conferma che non avevano un bel rapporto. Michael annuncia alla sua famiglia che non si sottoporrà all'operazione, continuerà a combattere per guarire, ma vuole anche godersi la vita e apprezzare ciò che essa gli offre. Chimney invita suo fratello a tornare a vivere con lui, raccontandogli che sua madre amava la California, si trasferirono lì per seguire il padre durante uno dei suoi viaggi di lavoro, quando lei è morta Chimney ha invidiato Albert dato che voleva la sua vita, ma Albert afferma che la vita che lui si è costruito a Los Angeles è di gran lunga migliore, inoltre anche se il padre non approva la sua scelta, la madre di Albert al contrario è ben disposta a venirlo a trovare. Eddie fa capire a Chimney che esistono due famiglie: quella dove si nasce e quella che scegliamo, adesso Chimney ha capito quanto è fortunato ad avere Maddie e tutti i suoi amici della caserma 118. Karen e Hen adottano una bambina di nome Nia. Chimney invita a casa sua il padre e la madre di Kevin, che Chimney ha amato come dei genitori, presentando a entrambi Maddie.
- Ascolti Italia (in chiaro): telespettatori 1.011.000 – share 3,70%[8]

## Pazzi
- Titolo originale: Fools
- Diretto da: David Grossman
- Scritto da: Andrew Meyers

### Trama
Carla accompagna Eddie alla riunione genitori-insegnanti dove la professoressa Ana Flores spende bellissime parole su Christopher, ma il giorno dopo Eddie si arrabbia con lei quando, durante l'orario di lezione, ha lasciato che Christopher si facesse male mentre praticava lo skateboard con alcuni suoi compagni di scuola. Josh, collega di lavoro di Maddie al call center, esce con un uomo di nome Greg conosciuto tramite un sito di incontri on-line, ma in realtà si rivela essere una trappola: Greg, insieme a un suo complice, aggredisce Josh rubandogli i suoi effetti personali. Athena indaga su una donna di nome Joan, è stata ricoverata in ospedale, dalle lastre è emerso che ha un proiettile nel cranio, lei praticamente non se ne era nemmeno accorta, avvertiva solo dei mal di testa. Christopher confessa a suo padre che è stata una sua idea fare skateboard, voleva sentirsi più "normale" ma Eddie cerca di fargli capire che tutti hanno i loro limiti, e che pure le persone normali non sono in grado di fare tutto. Eddie si scusa con Ana per come aveva reagito, avendo capito che le delusioni che suo figlio attraverserà nella vita fanno parte del percorso della crescita e che ciò lo aiuterà a temprare il suo carattere. Athena arresta Henry, il marito di Joan: è stato lui a spararle dopo un acceso litigio, lei aveva rimosso il ricordo. Josh viene ricoverato in ospedale, ma si rifiuta di aiutare la polizia a rintracciare Greg sentendosi troppo umiliato.
- Ascolti Italia (in chiaro): telespettatori 1.124.000 – share 4,20%[9]

## Inchiodati
- Titolo originale: Pinned
- Diretto da: John J. Gray
- Scritto da: Nadia Abass-Madden e Juan Carlos Coto

### Trama
Per Chimney è sempre più difficile convivere con Albert il quale porta sempre delle ragazze diverse in casa, tra l'altro Albert è convinto che nella vita di suo fratello manca la passione, affermando che Maddie, più che una fidanzata, in realtà è più un'amica per Chimney dato che non c'è ardore nel loro rapporto. Michael porta Harry in campeggio, è una loro vecchia tradizione, Michael ci andava fin da giovane con suo padre, è tradizione che durante la permanenza nel bosco dovranno piantare un albero, anche Bobby si unirà a loro, così potrà aiutare Michael qualora avesse dei problemi di salute. Chimney ormai si è lasciato condizionare dalle parole di Albert, effettivamente lui e Maddie stanno insieme da 10 mesi e se tra loro non c'è passione è perché probabilmente non si sono mai nemmeno dichiarati amore reciproco. Durante il viaggio in auto, Michael inizia a sentirsi debole, quindi Bobby si mette a guidare al suo posto, poi una volta arrivati Michael si addormenta, e al risveglio scopre che Bobby e Harry hanno scelto da soli (mentre lui dormiva) il posto dove piantare l'albero. Michael si arrabbia ma Bobby sottolinea come lui stia ignorando quanto la sua malattia stia incidendo negativamente sulla sua vita, confessandogli che May è stata accettata all'università della Southern California, sua figlia non gli ha detto nulla perché per via del tumore di suo padre ormai tutto il resto è passato in secondo piano. Chimney porta Maddie in un lussuoso albergo e mentre cenano insieme nella sala ristorante le confessa il suo amore. Maddie ammette di ricambiare i suoi sentimenti ma non è pronta per dirglielo, per tanto tempo ha affermato di amare Doug anche quando ormai non era più vero, aggiungendo però che Chimney la rende felice. Una cliente del ristorante, Wendy, rimane incastrata tra uno dei tavoli girevoli e un pilastro; il tavolo è fissato con dei bulloni al pavimento, quindi Chimney usa l'ascia d'emergenza del ristorante, per sradicare il tavolo dal pavimento. Wendy ha la pelvi fratturata ma Chimney e Maddie annodano una tovaglia intorno alla vita di Wendy per bloccare l'emorragia arteriosa agli organi interni salvandole la vita. La direzione dell'albergo, per ringraziare Maddie e Chimney del loro eroico salvataggio, gli offrono una suite gratuita per tutta la notte, tra i due finalmente scoppia la passione e trascorrono la notte in albergo a fare l'amore. Athena si confida con Hen, è terrorizzata all'idea che Michael possa morire, ma lei cerca di farle capire che May e Herry sono molto più forti di quanto lei creda, e che supereranno anche questo momento. Calata la notte, Michael si scusa con Bobby per il suo comportamento, lui in realtà vuole solo preparare la sua famiglia nell'eventualità in cui dovesse morire, ha dato a Harry il nome del suo defunto padre, non ha mai conosciuto suo nipote dato che è morto di ictus proprio quando Athena era rimasta incinta di Harry. Michael ormai ha visto May crescere e diventare una donna, ma Harry è ancora troppo piccolo, quindi se dovesse morire dovrà essere Bobby a mantenere vivo in lui il suo ricordo. Quando Maddie va al lavoro, nota la presenza di alcuni agenti di polizia, infatti sono lì per l'affiancamento programmato, ma proprio quando Maddie era al cellulare con Chimney, ad un tratto Josh riconosce uno degli agenti di polizia: si tratta di Greg. Infatti quelli non sono poliziotti, poi tirano fuori le armi da fuoco puntandole contro i dipendenti del call center, che adesso sono sotto sequestro, Maddie è costretta a riattaccare dicendo a Chimney "Ti amo".
- Ascolti Italia (in chiaro): telespettatori 1.133.000 – share 4,20%[10]

## Emergenza al 911
- Titolo originale: The Taking of Dispatch 9-1-1
- Diretto da: Marshall Tyler
- Scritto da: Nadia Abass-Madden e Andrew Meyers

### Trama
Maddie e i suoi colleghi sono tenuti in ostaggio da Greg e i suoi complici, uccidendo Jake, la guardia di sicurezza. Poi costringono a lavorare solo pochi centralinisti facendo cambiare costantemente turno, e requisiscono tutti i loro cellulari. Tiffany, una complice di Greg, disattiva la videocamera di un museo, così che i complici possano rubare le opere custodite, mentre Greg costringe i centralinisti a far sì che la polizia distolga l'attenzione dal museo (in modo che i complici possano rubare le opere indisturbatamente) facendo sì che si concentrino su infrazioni di poco conto. Chimney è sospettoso a causa della strana dichiarazione d'amore della sua fidanzata, inoltre Maddie e il 911 non rispondono alle chiamate. Josh, senza che Greg se ne accorga, manda Athena a casa di Chimney, ciò spinge entrambi a insospettirsi, dunque raggiungono il call center insieme a Buck. Uno dei complici di Greg decide di uccidere Athena, ma Sue le salva la vita mandandola via segnalandole un Codice 77. Adesso Athena non ha nessun dubbio sul fatto che il call center è sotto sequestro, dato che il Codice 77 indica "imboscata". Greg e i suoi uomini tengono sotto controllo le auto della polizia tramite il sistema di monitoraggio del call center dato che nelle auto della polizia sono montati dei localizzatori. I complici di Greg iniziano a innervosirsi, specialmente Foster, infatti quest'ultimo propone agli altri di abbandonare Greg, fuggendo con i quadri rubati, Maddie intanto neutralizza Greg iniettandogli dell'epinefrina, rischiando di ucciderlo, ma Josh gli salva la vita con un massaggio cardiaco, gli altri membri del call center riescono a mettere fuori combattimento i sequestratori, la polizia fa irruzione uccidendo Foster, inoltre Athena, che aveva notato l'allarme antifurto del museo, aveva capito che era tutto un diversivo per facilitare il furto, quindi lei, accompagnata da altri agenti, si precipita nel museo e arresta i restanti complici di Greg. Gli ostaggi vengono rilasciati, e Maddie ora può riabbracciare il suo amato Chimney. Tiffany è l'unica che è riuscita a scappare, era lei (all'insaputa dei suoi stessi complici) la mente dietro al piano, inoltre Jake non è morto, aveva solo inscenato una falsa morte, lui era il basista nonché amante di Tiffany, loro due sono scappati insieme con i quadri rubati, venendo però arrestati da Athena mentre tentavano la fuga alla stazione ferroviaria. Greg aveva adescato Josh attraverso il sito on-line per poter clonare il suo badge, che era indispensabile per la buona riuscita del piano. Tiffany voleva far arrestare Greg e i suoi complici, colpevoli di aver causato la morte del padre, che in passato lavorava per loro ma che è morto durante uno dei loro crimini senza aver fatto nulla per aiutarlo.
- Ascolti Italia (in chiaro): telespettatori 1.179.000 – share 4,30%[11]

## La storia di Eddie
- Titolo originale: Eddie Begins
- Diretto da:Robert M. Williams, Jr.
- Scritto da: Robert M. Williams, Jr. e Christopher Monfette (soggetto); Christopher Monfette (sceneggiatura)

### Trama
L'episodio si apre con un flashback a El Paso, 2011, Shannon dà alla luce Christopher mentre Eddie si preparava per la sua ultima missione in Afghanistan, con la promessa che avrebbe abbandonato l'esercito per dedicarsi solo alla sua famiglia, inoltre Shannon regalò a suo marito la medaglia di San Cristoforo, il patrono dei viaggiatori, per ricordargli che ha una famiglia che lo aspettava a casa a fine missione. Nel presente Christopher chiede a suo padre di presenziare nella sua classe dato che ha scritto un tema su di lui e sulla stella d'argento che si è guadagnato in Medioriente. Athena e i vigili del fuoco della caserma 118 raggiungono una fattoria, un bambino di nome Hayden si è smarrito da quelle parti, all'inizio Athena pensava a un rapimento, almeno finché non ha visto la foto di un vecchio mulino, da ciò ha dedotto che da quelle parti ci sia un vecchio tubo di drenaggio, temendo che Hayden vi sia caduto. Eddie trova il tubo di drenaggio, e quando fanno calare una videocamera scoprono che Hayden è caduto lì, e ora è incastrato. Il tubo è stretto è questo ha bloccato la caduta, il tubo conduce a un bacino d'acqua, tra l'altro ha iniziato a piovere e Hayden rischia l'ipotermia. Utilizzando la trivellatrice, scavano un tunnel secondario, Eddie si cala con una corda e raggiunge il tubo di drenaggio, riuscendo a tagliarlo con una sega circolare e a estrarvi il bambino, anche se per farlo è stato costretto a tagliare la corda dato che stava per esaurire il tempo massimo che gli era stato concesso. 2015: a Christopher era stata diagnosticata la paralisi cerebrale, quindi Eddie infranse la promessa fatta a sua moglie prolungando il suo servizio in Afghanistan, dato che con la sua paga da soldato avrebbe potuto sostenere le spese mediche, Shannon però si sentiva abbandonata, Eddie era sempre assente e lei era costretta a crescere suo figlio praticamente da sola, ormai litigavano in continuazione. Mentre era in Afghanistan l'elicottero dove viaggiavano Eddie e la sua unità, venne colpito da un missile nemico, schiantandosi al suolo, Eddie riuscì a sopravvivere portando in salvo alcuni dei soldati della sua unità, venendo poi soccorsi dai rinforzi. Eddie, che si era procurato tre ferite d'arma da fuoco, venne decorato con la stella d'argento, tornò quindi a casa, ma le cose tra lui e Shannon andavano di male in peggio, lei desiderava trasferirsi in California per stare vicina a sua madre e accudirla dato che aveva contratto il cancro, ma Eddie non aveva nessuna intenzione di seguirla. Una mattina, svegliandosi, Eddie scoprì da suo figlio che Shannon era partita senza dirgli nulla, lasciandogli solo un biglietto. Chimney si cala con una fune e porta in salvo Hayden, ma poi, proprio quando stavano per far risalire anche Eddie, un fulmine colpisce la trivella, inoltre il tunnel che era stato scavato viene seppellito da molti metri di terra, che era stata resa instabile dalla pioggia, quindi Eddie ora è intrappolato nel sottosuolo, rischiando di affogare. 2017: Eddie per mantenere Christopher era occupato con ben tre lavori, che rappresentavano una soluzione provvisoria, infatti ciò che voleva era diventare un vigile del fuoco, la sua domanda di assunzione era stata accettata dal corpo dei vigili del fuoco di Chicago e quello di Los Angeles. I suoi genitori però, che erano stati più presenti di lui nella vita di Christopher, gli avevano proposto di lasciarlo alle loro cure, ma lui rifiutò la loro offerta, interpretandola come un'offesa nei suoi confronti, in particolare si arrabbiò con suo padre, che non faceva altro che trascurarlo, sempre assorbito dal suo lavoro, lo accusò di volerlo privare di Christopher per compensare il fatto che era stato un padre assente per Eddie; quest'ultimo infine decise di lasciare il Texas insieme a suo figlio. Eddie ricordando la promessa che fece a Shannon quando lei gli regalò la medaglia di San Cristoforo, ovvero quella di far sempre ritorno dalla sua famiglia, trova la forza di mettersi in salvo raggiungendo sott'acqua il lago che si trova proprio lì in zona: è Christopher che gli ha dato il coraggio di lottare per la propria vita, con grande felicità dei suoi colleghi di lavoro, che si stavano preparando per salvarlo. Eddie rimane accanto a Christopher che racconta ai suoi compagni di classe la missione che valse al padre la stella d'argento, e Eddie mostra ai bambini la medaglia di San Cristoforo che gli regalò la sua defunta moglie, aggiungendo che per lui Christopher è il suo portafortuna.
- Ascolti Italia (in chiaro): telespettatori 1.197.000 – share 4,20%[12]

## L'amore della vita
- Titolo originale: The One That Got Away
- Diretto da: Millicent Shelton
- Scritto da: David Fury

### Trama
I pompieri della caserma 118 fanno evacuare gli inquilini da un edificio in fiamme, tra cui Anton, il quale però perde i sensi quindi viene ricoverato all'ospedale, Hen consiglia ai medici di fare all'uomo un elettrocardiogramma, sospettando che abbia dei problemi alla tiroide e che la sua aritmia possa derivare da un'ipercalcemia. Buck invece riesce a salvare dalle fiamme Gladys, una donna sorda la cui posizione era stata segnalata da Maddie. Buck decide di festeggiare il suo atto di eroismo, ma nessuno tra i suoi colleghi è disposto a unirsi a lui visto che Eddie deve trascorrere la serata con suo figlio dato che Christhopher ha invitato alcuni amici a casa sua, Hen e Bobby sono impegnati con le loro mogli, Chimney invece preferisce passare la notte con Maddie. Buck si sta rendendo conto di non avere né una donna da amare, né una famiglia, decide dunque di andare in un bar da solo, conoscendo un anziano uomo di nome Red, un vigile del fuoco in pensione della caserma 134. Buck stringe velocemente amicizia con lui, scoprendo però quanto la vita dell'anziano uomo sia triste: i suoi colleghi e amici sono morti, inoltre non si è mai sposato e infatti non ha una famiglia, mentre la donna che amava, Cindy, ha sposato un altro uomo, dato che Red non faceva che trascurarla per il lavoro. Buck ha paura che la sua vita finirà come quella di Red, anche se è molto legato a Bobby, Chimney, Hen e Eddie esiste la concreta possibilità che un giorno, se dovessero prendere strade diverse, potrebbe perderli. Bobby e Hen scoprono che Anton è morto di arresto cardiaco mentre era in ospedale; Hen è furiosa, anche perché è probabile che avessero ignorato il suo suggerimento di eseguire l'elettrocardiogramma. Buck fa una sorpresa a Red portandolo a casa di Cindy, che ormai è vedova già da diverso tempo, ma la cosa si rivela un fiasco quando scoprono che Cindy soffre di Alzheimer, ormai a stento riconosce Red. Mentre un uomo è su un monopattino insieme a suo figlio, fa un incidente a causa di un drone che era caduto sulla strada, fortunatamente non ci sono state brutte conseguenze, ma Athena arresta il proprietario del drone, Jeffrey, un agente immobiliare che usava il drone per girare delle riprese dall'alto della zona dove ci sono delle case in vendita, infatti è vietato far volare dei droni sulle proprietà private e Jeffrey non ha nemmeno l'attestato di pilotaggio. Maddie ha notato che Buck ha preso troppo a cuore la storia di Red, infatti si identifica con lui; inoltre Maddie ha notato che da quando Abby lo ha lasciato suo fratello non è più stato capace di legarsi a una donna. Buck cerca di farle comprendere che lei non può capire il suo stato d'animo: Maddie si è lasciata alle spalle amori, amicizie e famiglia, lei ha sempre scelto di tagliare i ponti con tutti i suoi cari e non conosce invece l'umiliazione di essere abbandonati. Uno chef, mentre gareggiava in un programma televisivo di pasticceria, cerca di montare la panna con un sifone, usando il gas pressurizzato, ma il sifone esplode e il beccuccio perfora l'aorta. Chimney e Hen lo portano in ospedale, e quest'ultima, contravvenendo al protocollo effettua una toracotomia, sebbene Chimney non fosse affatto d'accordo. Hen è riuscita a salvare la vita all'uomo, tra l'altro anche la dottoressa Royce, il chirurgo che ha effettuato l'operazione, si è complimentata con lei. Athena fa controllare la scheda video del drone scoprendo che Jeffrey riprende dalle finestre delle abitazioni le donne mentre sono intente a spogliarsi; egli infatti è un persecutore, ma purtroppo era stato rilasciato dai federali prima che ciò fosse scoperto. Buck scopre che Red è stato ricoverato in ospedale, gli è stato diagnosticato un mesotelioma, gli rimane poco da vivere. Buck gli organizza una sorpresa: lo riaccompagna a casa con l'autopompa dei vigili del fuoco, chiamando molti pompieri, sia in attività che in pensione, che gli portano rispetto con il saluto militare. Buck ha paura di finire come Red, constatando in maniera triste che l'unica cosa di cui quest'ultimo ama parlare è il suo lavoro, ma Maddie gli promette che non lo abbandonerà mai, e che Buck non è destinato a morire da solo. Athena e la polizia vanno a casa di Jeffrey, lui è scappato, ma nel garage trovano diversi hard disk con dei file video, dove viene ripreso Jeffrey mentre violenta delle donne: lui infatti è uno stupratore seriale.
- Ascolti Italia (in chiaro): telespettatori 1.409.000 – share 5,10%[13]

## Senza alcun potere
- Titolo originale: Powerless
- Diretto da: Kristen Reidel
- Scritto da: Lyndsey Beaulieu e Kristen Reidel

### Trama
Karen scopre che Hen è stata in un ristorante senza dirle nulla e che inoltre riceve chiamate sul cellulare da un'altra donna, per cui teme che abbia iniziato a tradirla un'altra volta. Athena continua a indagare su Jeffrey, che ormai si è dato alla fuga. Mentre due potatori che lavorano per il Comune lavoravano alla potatura di un'auto, una donna che non era soddisfatta del loro lavoro, ruba loro il furgone, andando a schiantarsi contro i fili della luce e scatenando così un blackout. A causa di ciò un uomo rimane intrappolato in una cella frigorifera, dato che la serratura elettronica senza la corrente elettrica non funziona; quindi i vigili della caserma 118 la riattivano in maniera ingegnosa alimentandola con la macchina per la defibrillazione. Michael, mentre è in ospedale per delle analisi, rimane intrappolato dentro a un ascensore che si blocca per via del blackout, rimanendovi per un po' insieme al dottor David Hale con cui stringe amicizia. Athena scopre che Jeffrey si nasconde in un magazzino vicino a un coffee shop che Jeffrey frequentava spesso, Athena lo affronta, ne sussegue una lotta molto cruenta, Bobby e i vigili del fuoco della caserma 118 vanno ad aiutarla scoprendo che è già riuscita a mettere fuori combattimento lo stupratore. Jeffrey viene arrestato mentre Athena, che ha riportato delle ferite dallo scontro, viene portata in ospedale, fortunatamente si rimetterà. Hen spiega a Karen che non la sta tradendo, la donna con la quale si sta vedendo è la dottoressa Royce, infatti Hen sta prendendo in considerazione l'idea di iscriversi alla facoltà di medicina. Maddie riceve una chiamata al call center da parte di una donna che era a bordo di un treno che ha deragliato sul confine di Los Angeles: ci sono delle vittime e anche dei feriti, infatti è necessario l'aiuto dei soccorsi. Infine si scopre che a fare la chiamata è stata proprio Abby.
- Ascolti Italia (in chiaro): telespettatori 1.346.000 – share 5,20%[14]

## Cosa succederà?
- Titolo originale: What's Next
- Diretto da: Jennifer Lynch
- Scritto da: Juan Carlos Coto e Kristen Reidel

### Trama
L'episodio inizia ripercorrendo i minuti antecedenti dell'incidente ferroviario, Abby attualmente vive a Phoenix e proprio da lì ha preso il treno per Los Angeles, il deragliamento è stato causato dal malfunzionamento del deviatoio, e il treno si è schiantato in una zona di sosta per camperisti, causando molte vittime. I vigili del fuoco arrivano sul posto dopo la chiamata d'emergenza di Abby, che dopo tanto tempo rivede Buck, seppur in brutte circostanze. Abby gli rivela che non stava viaggiando da sola, era in compagnia del suo attuale fidanzato, Sam, con cui a breve convolerà a nozze. Chimney e Hen prestano soccorso a Milo, un ragazzo che vive con suo padre nel camper, per via dell'incidente ha subito una decapitazione interna, la spina dorsale non è più collegata al cranio, è necessario portarlo in ospedale dove i chirurghi potranno riallacciare i collegamenti, inoltre usando del ghiaccio trovato in un congelatore mantengono stabile la temperatura della soluzione fisiologica e iniettandogli della succinilcolina riescono a tenere sotto controllo il riflesso faringeo. Buck, Eddie e Bobby, con non poche difficoltà, riescono a portare in salvo Sam. Superato questo momento difficile, Abby si scusa con Buck per il modo in cui lo aveva lasciato, desiderava veramente tornare da lui, ma per tanto tempo ha trascurato la sua stessa vita, a causa del lavoro o per prendersi cura di sua madre, adesso ha ritrovato la sua identità, e temeva che l'avrebbe persa nuovamente se fosse tornata a Los Angeles da Buck. Quest'ultimo comunque è contento che Abby ora abbia una vita felice. Tutti ritornano alle loro vite, Greg viene processato e Josh si presenta in tribunale testimoniando contro di lui, Christopher parte per il campeggio dove dovrà imparare a cavarsela da solo senza dipendere da Eddie, invece le condizioni di salute di Michael stanno migliorando infatti il suo medico lo informa che il tumore si è notevolmente ristretto, inoltre Michael inizia a uscire con David; intanto Hen è determinata a farsi ammettere alla facoltà di medicina studiando sodo per migliorare i suoi voti. May si diploma quindi viene organizzata una festa per lei, proprio durante la festa Chimney nota che Maddie già da un po' è nauseata alla vista del cibo, ad un tratto Maddie inizia a sospettare che ciò forse è sintomatico di una gravidanza. Proprio come Maddie aveva dedotto, facendo per ben due volte il test di gravidanza, scopre di aspettare un bambino da Chimney, quest'ultimo felice come non mai abbraccia la sua fidanzata, entrambi contenti all'idea di diventare genitori.
- Ascolti Italia (in chiaro): telespettatori 1.281.000 – share 4,60%[15]